# Vibrissomyia concinnata
Vibrissomyia concinnata là một loài ruồi trong họ Tachinidae.